# Demetrious Johnson
Demetrious Khrisna Johnson (ur. 13 sierpnia 1986 w Madisonville) – amerykański zawodnik mieszanych sztuk walki. Pierwszy w historii mistrz UFC w wadze muszej w latach 2012–2018, zwycięzca turnieju One Flyweight World Grand Prix z 2019 oraz były mistrz One Championship w wadze muszej.

## Kariera MMA

### Wczesna kariera

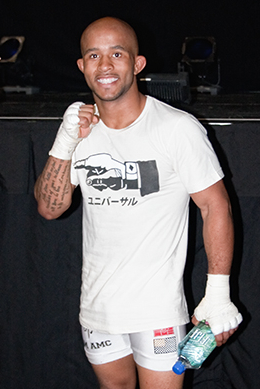
Demetrious Johnson na gali King Of The Cage „Thunderstruck” w 2009 roku.

Johnson początkowo uprawiał kolarstwo górskie, zapasy oraz baseball. Ostatecznie zainteresował się MMA, rozpoczynając amatorską karierę w 2006 roku, gdzie w debiucie szybko znokautował swojego rywala. Kolejne lata to walki głównie na lokalnych galach AX Fighting Championships oraz King of the Cage z czego wszystkie wygrane i to w większości przed czasem. W styczniu 2010 roku udał się na Alaskę do Anchorage by stoczyć pojedynek z Jesse Brockiem, którego błyskawicznie znokautował wysokim kopnięciem w głowę. To efektowne zwycięstwo pozwoliło Johnsonowi wypromować się oraz nawiązać kontakt z większą organizacją.

### World Extreme Cagefighting
W 2010 roku związał się z siostrzaną organizacją UFC - World Extreme Cagefighting. WEC wyróżniało się na tle innych organizacji jak i samego UFC tym, iż na galach walczyli zawodnicy lżejszych wag (koguciej, piórkowej i lekkiej). Johnson podpisał kontrakt na pojedynki w kategorii koguciej (do 61 kg), a w debiucie w nowej organizacji zmierzył się z utytułowanym Anglikiem Bradem Pickettem na gali WEC 48 (24 kwietnia). Johnson przegrał pojedynek na punkty, głównie przez brak obron przed sprowadzeniami, które sukcesywnie stosował Anglik. Po pierwszej porażce w karierze szybko dostał kolejną szansę. 30 września na WEC 51 zdominował całkowicie Nicka Pace’a, wygrywając z nim bezsprzecznie na punkty. Na kolejną walkę nie musiał długo czekać i 41 dni później stoczył pojedynek z Damacio Page, który wygrał przed czasem, fundując mu duszenie gilotynowe w 3. rundzie. Będąc nadal pod kontraktem z WEC, 28 października 2010, prezydent UFC - Dana White poinformował, że WEC zostanie połączone z UFC, a zawodnicy kategorii koguciej, piórkowej i lekkiej zasilą szeregi największej organizacji na świecie.

### Ultimate Fighting Championship
Połączenie organizacji zakończyło się na początku 2011 roku. Wszyscy zawodnicy na kontrakcie WEC stali się zawodnikami UFC - również Johnson. Pierwszy jego pojedynek w UFC został zaplanowany na 5 stycznia, a został zestawiony z japońską gwiazdą MMA Norifumi Yamamoto. Johnson zdominował zapaśniczo Japończyka, który posiadał braki w tej płaszczyźnie walki i wygrał pewnie z nim na punkty. 
Będąc po trzech zwycięskich pojedynkach matchmaker UFC Joe Silva zestawił go z Brazylijczykiem Renanem Barão, ale ostatecznie nie doszło do ich pojedynku i nowym rywalem Amerykanina został rodak Miguel Torres. Torres - były mistrz WEC w wadze koguciej, mający na koncie ponad 40 zawodowych walk w tym aż 39 zwycięskich oraz posiadający 15-centymetrową przewagę wzrostu nad Johnsonem był murowanym faworytem w tym pojedynku. „Mighty Mouse” wygrał pojedynek kolejny raz korzystają ze swoich rewelacyjnych zapasów, dominując byłego mistrza w każdej rundzie. 
Dwa solidne zwycięstwa w UFC dały możliwość Johnsonowi stoczenia walki o pas mistrzowski w wadze koguciej, której mistrzem był Dominick Cruz. Do walki doszło 1 października na gali UFC Live. Johnson przegrał pojedynek jednogłośnie na punkty po 5-rundowym pojedynku, głównie z powodu dobrej pracy kickbokserskiej i obrony przed sprowadzeniami Cruza.

#### Przejście do kat. muszej
W 2012 roku Dana White ogłosił wprowadzenie nowej kategorii wagowej w UFC jaką była waga musza (do 56 kg). Mając do wyboru nadal walczyć w koguciej (i stoczenie walki z Eddim Winelandem) lub zejść wagę niżej i zasilić nową dywizję, wybrał tę drugą opcję i został włączony do turnieju, który miał wyłonić pierwszego w historii mistrza wagi muszej. Oprócz Johnsona do turnieju zostali dodani Joseph Benavidez, Yasuhiro Urushitani oraz Ian McCall - ten ostatni został rywalem „Mighty Mouse'a” w pierwszym półfinale turnieju.

#### Turniej mistrzowski
Na gali UFC on FX: Alves vs. Kampmann (3 marca 2012) doszło do eliminatora między Johnsonem a McCallem. Johnson w ciągu całego pojedynku był minimalnie gorszym zawodnikiem od McCalla. Sędziowie jednak ostatecznie ogłosili większościowe zwycięstwo Johnsona, które spotkało się z falą krytyki i protestami sztabu McCalla jak i samego zawodnika. Na konferencji prasowej po gali, Dana White poinformował o błędzie sędziego liczącego punkty i zmianie wyniku Johnson vs. McCall przez komisję stanową ze zwycięstwa tego pierwszego na większościowy remis. Od razu został ogłoszony rewanżowy pojedynek który odbył się 8 czerwca. W tym pojedynku przeważał już Johnson klasycznie dominując rywala zapaśniczo, ale również boksersko. O inauguracyjne mistrzostwo wagi muszej zmierzył się z Benavidezem, który w swoim półfinale znokautował Japończyka Yasuhiro Urushitani.

#### Historyczne zwycięstwo
Walka mistrzowska miała miejsce 22 września w Toronto, Kanadzie na UFC 152. Będąc w tzw. Co-Main Evencie (drugiej walce wieczoru) gali, obaj zawodnicy dali dynamiczną i efektowną walkę z kilkoma zwrotami akcji (jedną z nich był nokdaun zafundowany Johnsonowi) jednak to Johnson był zawodnikiem minimalnie szybszym i celniejszym od swojego rywala oraz zanotował kilka kluczowych sprowadzeń co ostatecznie pozwoliło przekonać do siebie sędziów (punktacja: 48–47, 47–48, 49–46) i zostać pierwszym w historii UFC mistrzem wagi muszej.

#### 2013–2015
Na swoją pierwszą obronę tytułu nie musiał stosunkowo długo czekać i zaraz na początku 2013 roku, zmierzył się z Johnem Dodsonem. Johnson w swoim stylu dynamicznie punktował rywala szybkimi kombinacjami w stójce oraz obaleniami ale Dodson nie odstawał w tych aspektach od mistrza i do półmetka pojedynku zafundował aż trzy nokdauny obrońcy tytułu po których raz za razem lądował na deskach. Po trzeciej rundzie sytuacja zaczęła się zmieniać na korzyść Johnsona. Słabnący kondycyjnie Dodson dał sobie narzucić tempo mistrza który bezlitośnie atakował pod siatką w klinczu kolanami i łokciami oraz obaleniami. Ostatecznie Johnson obronił tytuł jednogłośnie na punkty otrzymując również bonus finansowy za „walkę wieczoru”. W lato 27 lipca doszło do drugiej obrony mistrzowskiego pasa. Rywalem mistrza był John Moraga mający przed tym pojedynkiem dwa zwycięstwa przed czasem w UFC. Johnson całkowicie zdominował pretendenta, bez problemowo obalając go i zadając za każdym razem w parterze ciosy pięściami i łokciami. W ostatniej 5. rundzie mistrzowskiego boju Demetrious próbował założyć klucz na rękę rywalowi, by chwilę później przejść do bardzo ciasno zapiętej dźwigni prostej na łokieć co zmusiło sędziego Herba Deana do natychmiastowego przerwania walki gdyż dłuższa zwłoka groziła ciężką kontuzją, a nawet złamaniem ręki Moragi. Johnson zachował tytuł oraz zwyciężył pierwszy oraz od 2010 roku przed czasem. Za poddanie rywala w ten sposób zarobił 50 tys. $ w ramach „poddania wieczoru”.

#### 2015–2018

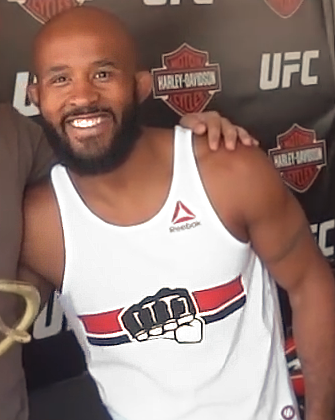
Demetrious Johnson w 2017 roku.

Następne lata to m.in. zwycięskie rewanże z Benavidezem (przez nokaut) oraz Dodsonem (na punkty) czy poddanie mistrza Shooto Kyōji Horiguchiego. Poddanie Japończyka dokładnie w 4:59, 5 rundy jest najpóźniejszym zakończeniem walki przez poddanie w mistrzowskim pojedynku w historii UFC. Przyniosło mu również bonus za występ wieczoru.
23 kwietnia 2016 w drugiej walce wieczoru gali UFC 197 pokonał przez techniczny nokaut Henry'ego Cejudo.
15 kwietnia 2017 poddał Brazylijczyka Wilsona Reisa, wyrównując tym samym rekord udanych obron tytułu UFC Andersona Silvy, który wynosi 10. 
7 października 2017 podczas UFC 216 poddał Raya Borga w piątej rundzie, broniąc tym samym jedenasty raz mistrzostwo. Ponadto wygraną nad Borgiem pobił rekord obron tytułu mistrzowskiego UFC, który należał do wieloletniego mistrza wagi średniej Brazylijczyka Andersona Silvę i wynosił 10.
4 sierpnia 2018 na UFC 227 w swojej dwunastej obronie mistrzostwa ponownie zmierzył się z Henrym Cejudo. Tym razem sensacyjnie uległ rywalowi niejednogłośnie na punkty i stracił dzierżony od ponad 6 lat pas wagi muszej.

### One Championship
28 października 2018 doszło do porozumienia w sprawie przejścia Johnsona do singapurskiej organizacji One Championship, natomiast w ramach wymiany zawodników do UFC przeszedł niepokonany Ben Askren. W debiucie dla One Championship 31 marca 2019 pokonał Japończyka, Yuyę Wakamatsu przez poddanie w drugiej rundzie, co dało mu również awans do półfinału turnieju wagi muszej. W półfinale pokonał innego Japończyka, Tatsumitsu Wada (2 sierpnia 2019), a w finale Tajlandczyka, Danny'ego Kingada (13 października 2019). Obie walki zakończyły się decyzją jednogłośną na korzyść Johnsona. 
7 kwietnia 2021 zawalczył o pas mistrzowski One Championship w wadze muszej. Przegrał tę walkę przez nokaut (kolano i ciosy w parterze) w drugiej rundzie z Brazylijczykiem, Adriano Moraesem.   
27 sierpnia 2022 na gali One on Prime Video 1 doszło do rewanżowego, mistrzowskiego starcia Moraes-Johnson. Tym razem lepszy okazał się być Johnson, który znokautował latającym kolanem w czwartej odsłonie Brazylijczyka, dzięki czemu stał się nowym mistrzem wadze muszej.   
5 maja 2023 na gali One on Prime Video 10 w Broomfieldzie po raz trzeci została zorganizowana walka Johnsona z Moraesem. Trylogię po pięciorundowej batalii zwyciężył ponownie „Mighty Mouse”, tym samym broniąc po raz pierwszy pas mistrzowski One Championship w wadze muszej.  
6 września 2024 podczas gali One 168 ogłosił przejście na sportową emeryturę i zakończenie kariery.  

## Osiągnięcia

### Mieszane sztuki walki
- 2008–2010: mistrz Genesis Fights w wadze koguciej[33]
- 2008: mistrz Ax Fighting Championship w wadze koguciej[34]
- 2009: amatorski mistrz Rumble on the Ridge w wadze koguciej[35]
- 2012: zwycięzca turnieju UFC w wadze muszej
- 2012–2018: mistrz UFC w wadze muszej
- 2019: zwycięzca turnieju One Flyweight World Grand Prix w wadze muszej
- 2022-2024: mistrz One Championship w wadze muszej

### Boks tajski
- 2008: mistrz Genesis Fights w wadze koguciej[36]

## Lista walk w MMA

### Zawodowe[37]
| Wynik     | Bilans | Przeciwnik (bilans przed walką) | Rozstrzygnięcie                             | Runda | Czas | Rozgrywki                           | Data       | Miejsce     | Uwagi |
| --------- | ------ | ------------------------------- | ------------------------------------------- | ----- | ---- | ----------------------------------- | ---------- | ----------- | --- |
| Wygrana   | 25-4-1 | Adriano Moraes (20-4)           | Decyzja (jednogłośna)                       | 5     | 5:00 | One on Prime Video 10               | 05.05.2023 | Broomfield  | Obronił pas mistrzowski One Championship w wadze muszej.                                                                                                  |
| Wygrana   | 24-4-1 | Adriano Moraes (20-3)           | KO (latające kolano)                        | 4     | 3:50 | One on Prime Video 1                | 27.08.2022 | Kallang     | Zdobył pas mistrzowski One Championship w wadze muszej. Bonus za występ wieczoru.                                                                         |
| Przegrana | 23-4-1 | Adriano Moraes (18-3)           | KO (kolano i ciosy pięściami w parterze)    | 2     | 2:44 | One on TNT 1                        | 07.04.2021 | Kallang     | Pojedynek o pas mistrzowski One Championship w wadze muszej. Dozwolone kolano w parterze.                                                                 |
| Wygrana   | 23-3-1 | Danny Kingad (13-1)             | Decyzja (jednogłośna)                       | 5     | 5:00 | One Championship: Century - Part 1  | 13.10.2019 | Tokio       | Finał turnieju One Flyweight World Grand Prix w wadze muszej.                                                                                             |
| Wygrana   | 22-3-1 | Tatsumitsu Wada (21-9-2)        | Decyzja (jednogłośna)                       | 3     | 5:00 | One Championship: Dawn of Heroes    | 02.08.2019 | Manila      | Półfinał turnieju One Flyweight World Grand Prix w wadze muszej.                                                                                          |
| Wygrana   | 21-3-1 | Yuya Wakamatsu (10-3)           | Poddanie (duszenie gilotynowe)              | 2     | 0:40 | One Championship: A New Era         | 31.03.2019 | Tokio       | Debiut w One Championship. Ćwierćfinał turnieju One Flyweight World Grand Prix w wadze muszej.                                                            |
| Przegrana | 20-3-1 | Henry Cejudo (12-2)             | Decyzja (niejednogłośna)                    | 5     | 5:00 | UFC 227                             | 04.08.2018 | Los Angeles | Stracił pas mistrza UFC w wadze muszej. Bonus za walkę wieczoru.                                                                                          |
| Wygrana   | 20-2-1 | Ray Borg (11-2)                 | Poddanie (dźwignia na łokieć)               | 5     | 3:15 | UFC 216                             | 07.10.2017 | Las Vegas   | Obronił pas mistrza UFC w wadze muszej. Bonus za występ wieczoru. Ustanowił nowy rekord kolejnych obron tytułu do 11                                      |
| Wygrana   | 19-2-1 | Wilson Reis (22-6)              | Poddanie (dźwignia na łokieć)               | 3     | 4:49 | UFC on FOX: Johnson vs. Reis        | 15.04.2017 | Kansas City | Obronił pas mistrza UFC w wadze muszej. Bonus za występ wieczoru. Wyrównał rekord kolejnych obron tytułu do 10                                            |
| Wygrana   | 18-2-1 | Tim Elliott (13-6-1)            | Decyzja (jednogłośna)                       | 5     | 5:00 | The Ultimate Fighter 24 Finale      | 03.12.2016 | Las Vegas   | Obronił pas mistrza UFC w wadze muszej. |
| Wygrana   | 17-2-1 | Henry Cejudo (10-0)             | TKO (kolano i ciosy w parterze)             | 1     | 2:49 | UFC 197                             | 23.04.2016 | Las Vegas   | Obronił pas mistrza UFC w wadze muszej. |
| Wygrana   | 16-2-1 | John Dodson (17-6)              | Decyzja (jednogłośna)                       | 5     | 5:00 | UFC 191                             | 05.09.2015 | Las Vegas   | Obronił pas mistrza UFC w wadze muszej. |
| Wygrana   | 15-2-1 | Kyōji Horiguchi (15-1)          | Poddanie (dźwignia prosta na staw łokciowy) | 5     | 4:59 | UFC 186                             | 25.04.2015 | Montreal    | Obronił pas mistrza UFC w wadze muszej. Bonus za występ wieczoru. Najpóźniejsze zakończenie walki przez poddanie w mistrzowskim pojedynku w historii UFC. |
| Wygrana   | 14-2-1 | Chris Cariaso (17-5)            | Poddanie (kimura)                           | 2     | 2:29 | UFC 178                             | 27.09.2014 | Las Vegas   | Obronił pas mistrza UFC w wadze muszej. |
| Wygrana   | 13-2-1 | Ali Bagautinow (12-2)           | Decyzja (jednogłośna)                       | 5     | 5:00 | UFC 174                             | 14.05.2014 | Vancouver   | Obronił pas mistrza UFC w wadze muszej. |
| Wygrana   | 12-2-1 | Joseph Benavidez (19-3)         | KO (prawy sierpowy i uderzenia w parterze)  | 1     | 2:08 | UFC on Fox: Johnson vs. Benavidez 2 | 13.12.2013 | Sacramento  | Obronił pas mistrza UFC w wadze muszej. Bonus za nokaut wieczoru.                                                                                         |
| Wygrana   | 11-2-1 | John Moraga (13-1)              | Poddanie (dźwignia prosta na staw łokciowy) | 5     | 3:43 | UFC on Fox: Johnson vs. Moraga      | 27.07.2013 | Seattle     | Obronił pas mistrza UFC w wadze muszej. Bonus za poddanie wieczoru.                                                                                       |
| Wygrana   | 10-2-1 | John Dodson (14-5)              | Decyzja (jednogłośna)                       | 5     | 5:00 | UFC on Fox: Johnson vs. Dodson      | 26.01.2013 | Chicago     | Obronił pas mistrza UFC w wadze muszej. Bonus za walkę wieczoru.                                                                                          |
| Wygrana   | 9-2-1  | Joseph Benavidez (16-2)         | Decyzja (niejednogłośna)                    | 5     | 5:00 | UFC 152                             | 22.09.2012 | Toronto     | Zdobył pas mistrza UFC w wadze muszej. Wygrał turniej w wadze muszej.                                                                                     |
| Wygrana   | 8-2-1  | Ian McCall (11-2-1)             | Decyzja (jednogłośna)                       | 3     | 5:00 | UFC on FX: Johnson vs. McCall       | 08.06.2012 | Sunrise     | Półfinał turnieju w wadze muszej. |
| Remis     | 7-2-1  | Ian McCall (11-2)               | Remis (większościowy)                       | 3     | 5:00 | UFC on FX 2: Alves vs. Kampmann     | 03.03.2012 | Sydney      | Debiut w wadze muszej. Półfinał turnieju w wadze muszej. Bonus za walkę wieczoru.                                                                         |
| Przegrana | 7-2    | Dominick Cruz (8-1)             | Decyzja (jednogłośna)                       | 5     | 5:00 | UFC Live: Cruz vs. Johnson          | 01.10.2011 | Waszyngton  | Pojedynek pas mistrza UFC w wadze koguciej. |
| Wygrana   | 7-1    | Miguel Torres (39-3)            | Decyzja (jednogłośna)                       | 3     | 5:00 | UFC 130                             | 28.05.2011 | Las Vegas   | |
| Wygrana   | 6-1    | Norifumi Yamamoto (18-3)        | Decyzja (jednogłośna)                       | 3     | 5:00 | UFC 126                             | 05.02.2011 | Las Vegas   | |
| Wygrana   | 5-1    | Damacio Page (15-4)             | Poddanie (duszenie gilotynowe)              | 3     | 2:27 | WEC 52                              | 11.11.2010 | Las Vegas   | |
| Wygrana   | 4-1    | Nick Pace (5-0)                 | Decyzja (jednogłośna)                       | 3     | 5:00 | WEC 51                              | 30.09.2010 | Broomfield  | |
| Przegrana | 3-1    | Brad Pickett (19-4)             | Decyzja (jednogłośna)                       | 3     | 5:00 | WEC 48                              | 24.04.2010 | Sacramento  | |
| Wygrana   | 3-0    | Jesse Brock (10-4)              | KO (wysokie kopnięcie na głowę)             | 1     | 1:06 | AFC 68                              | 10.02.2010 | Anchorage   | |
| Wygrana   | 2-0    | Marshall Carlyle (0-0)          | TKO (ciosy pięściami)                       | 2     | 0:51 | AFC 67                              | 13.01.2010 | Anchorage   | |
| Wygrana   | 1-0    | Frankie Mendez (1-0)            | Poddanie (duszenie zza pleców)              | 1     | 4:38 | KOTC: Thunderstruck                 | 15.08.2009 | Everett     | Debiut w zawodowym MMA. |

### Amatorskie[37]
| Wynik   | Bilans | Przeciwnik (bilans przed walką) | Rozstrzygnięcie                | Runda | Czas | Rozgrywki                               | Data       | Miejsce    | Uwagi                                                  |
| ------- | ------ | ------------------------------- | ------------------------------ | ----- | ---- | --------------------------------------- | ---------- | ---------- | ------------------------------------------------------ |
| Wygrana | 9-0    | Louis Contreras (2-4)           | Poddanie (duszenie zza pleców) | 1     | N/A  | Genesis: Rise of Kings                  | 27.06.2009 | Shoreline  | Obronił pas Genesis w wadze koguciej.                  |
| Wygrana | 8-0    | Lupe Hudgens (2-2)              | Poddanie (duszenie zza pleców) | 3     | 1:07 | ROTR – Rumble on the Ridge              | 10.01.2009 | Snoqualmie |                                                        |
| Wygrana | 7-0    | Forrest Seabourn (1-1)          | Poddanie (duszenie zza pleców) | 1     | N/A  | Genesis: Cold War                       | 06.12.2008 | Bellevue   | Zdobył pas Genesis w wadze koguciej.                   |
| Wygrana | 6-0    | Jose Garza (1-0)                | Poddanie (duszenie zza pleców) | 2     | 1:56 | AX FC 22: Last Man Standing             | 16.08.2008 | Lynnwood   | Obronił pas AX Fighting Championship w wadze koguciej. |
| Wygrana | 5-0    | Louis Contreras (1-1)           | Poddanie (duszenie americana)  | 1     | N/A  | USA MMA: Northwest Fighting Challenge 6 | 29.03.2008 | Tumwater   |                                                        |
| Wygrana | 4-0    | Eric Alvarez (0-0)              | Decyzja (jednogłośna)          | 5     | 5:00 | AX FC 20: March Madness                 | 08.03.2008 | Lynnwood   | Zdobył pas AX Fighting Championship w wadze koguciej.  |
| Wygrana | 3-0    | Jeff Bourgeois (2-0)            | Decyzja (jednogłośna)          | 3     | 5:00 | AX FC 18: The Art of War                | 22.08.2007 | Lynnwood   |                                                        |
| Wygrana | 2-0    | Brandon Fieds (0-0)             | KO (ciosy)                     | 1     | 0:17 | AX FC 16: Annihilation                  | 28.04.2007 | Everett    |                                                        |
| Wygrana | 1-0    | Oren Ulrich (0-0)               | TKO (ciosy pięściami)          | 1     | 2:29 | GF – Brawl at the Mall 3                | 29.07.2006 | Auburn     | Debiut w amatorskim MMA.                               |